# Protoptilum carpenteri
Protoptilum carpenteri Kölliker, 1872 è un  ottocorallo pennatulaceo della famiglia Veretillidae.

## Descrizione
Questa specie forma colonie di piccola taglia, caratterizzate da un rachide sottile, del diametro di 1–2 mm, sorrette da un asse calcareo, a sezione cilindrica, del diametro di 0,4 mm. I polipi sono disposti in due file longitudinali sui due lati del rachide e hanno un calice a forma di cornucopia, lungo 2–3 mm. Sulla porzione aborale dei tentacoli sono presenti scleriti a disposizione obliqua.

## Distribuzione e habitat
Protoptilum carpenteri è diffusa nella parte settentrionale dell'oceano Atlantico; recentemente è stata scoperta anche nel mar Mediterraneo.